# Commissariat à la protection de la vie privée du Canada
Le Commissariat à la protection de la vie privée du Canada est un haut fonctionnaire qui relève directement du Parlement et du Sénat. Il est aidé dans sa tâche par un assistant au commissaire à la vie privée, poste actuellement occupé par Chantal Bernier. Le commissariat est aussi pourvu d'un Comité consultatif externe, créé en février 2004 et composé d'un vaste éventail d'intervenants en matière de protection de la vie privée.

## Fonctions
Le commissaire a pour fonctions de :
- mener des enquêtes à partir de plaintes déposées par des citoyens canadiens, et de déterminer subséquemment s'il y a eu violation de la Loi sur la protection des renseignements personnels, qui concerne les informations de type personnel détenues par le gouvernement du Canada, ou de la Loi sur la protection des renseignements personnels et les documents électroniques (LPRDE, en anglais : PIPEDA), qui concerne les informations personnelles détenues par le secteur privé. Dans le cadre de ces enquêtes, le commissaire à la vie privée a le pouvoir de procéder à un audit, et d'entamer des poursuites judiciaires;
- informer le public sur les pratiques relatives au traitement des renseignements personnels dans les secteurs public et privé;
- appuyer et effectuer des recherches sur les enjeux liés à la protection de la vie privée et en faire connaître les conclusions;
- sensibiliser le public canadien à l'importance des questions relatives aux renseignements personnels et en faciliter la compréhension.

Le commissaire à la vie privée fait rapport au Comité permanent de l'accès à l'information, de la protection des renseignements personnels et de l'éthique (ETHI).

## Les commissaires
Depuis la création de ce poste en 1977, il y a eu sept commissaires à la vie privée :
- 1977-1983 : Inger Hansen
- 1983-1990 : John W. Grace (en)
- 1991-2000 : Bruce Phillips
- 2000-2003 : George Radwanski (a dû démissionner en raison d'un scandale sur ses dépenses)
- 2003-2003 : Robert Marleau (intérim)
- 2003-2014 : Jennifer Stoddart (nommée le 1er décembre 2003; reconduite dans ses fonctions en décembre 2010 pour un autre mandat de trois ans)
- 2014- : Daniel Therrien (nommé le 28 mai 2014[2])

## Rapport de 2013
Dans son rapport déposé le 6 juin 2013, Jennifer Stoddart insiste sur la nécessité de revoir les lois actuelles afin de faire face aux problèmes posés par le numérique. Elle s'inquiète également des reculs amenés par le projet de loi C-12, qui pourrait « élargir les motifs permettant à un organisme fédéral d’entrer dans l’intimité des Canadiens ».
Le rapport déposé le 29 octobre 2013 note une forte augmentation du nombre de plaintes qui mettent en cause Ressources humaines et Développement des compétences Canada et le ministère de la Justice du Canada. Il note aussi que l'Agence du Revenu du Canada n'a pas protégé adéquatement les renseignements personnels de nombreux contribuables. La commissaire propose 13 recommandations pour améliorer la situation et « exhorte le gouvernement à traiter les renseignements personnels des Canadiennes et des Canadiens avec plus de soin ».

## Projet de loi C-13
En juin 2014, Daniel Therrien, qui venait d'être nommé commissaire à la protection de la vie privée, critique sévèrement le projet de loi C-13, censé lutter contre la cyberintimidation, mais qui vise en fait à réintroduire des mesures de surveillance de l'Internet comme tente de le faire le gouvernement depuis 2007. Le commissaire considère en effet que le projet de loi donne « carte blanche aux entreprises pour divulguer les informations personnelles de leurs clients à n’importe quel employé de l’État dans n’importe quelle circonstance » et élargit considérablement les catégories de personnels ayant accès à ces informations.